# Papinska konklava 1073.
Papinska konklava, 1073. je održana 22. travnja 1073. godine u rimskoj crkvi Sveti Petar u okovima. Do nje je došlo nakon smrti Aleksandra II., 21. travnja. Papa je pokopan sljedeći dan, a prema nekim izvorima rimski građani su uzvikivali "Hildebranda za papu". Taj se povik odnosio na Hildebranda iz Savone, redovnika i bliskog Aleksandrovog prijatelja i suradnika, koji je stekao veliki ugled kao zagovornik crkvene reforme. Povjesničari su kasnije ustanovili kako su se u Rimu u vrijeme njegova izbora za papu nalazila samo dva kardinala; dvojica su u to vrijeme bila na diplomatskim misijama, a za ostale nije poznato jesu li sudjelovali u konklavi. Hildebrand je tu odluku prihvatio tek 22. svibnja kada je formalno zaređen u redovnog svećenika, a 30. lipnja je posvećen za rimskog biskupa te uzeo ime Grgur VII.
Taj je događaj kasnije izazvao velike kontroverze, odnosno tvrdnje da je Grgur VII. izabran suprotno kanonskom pravu i buli "In Nomine Domini" pape Nikole II. iz 1059. godine, koja je određivala način izbor svih njegovih nasljednika. Tome je značajno doprinijela borba za investituru, odnosno Grgurovo zalaganje za hegemoniju Crkve nad svim svjetovnim vlastima, odnosno pape nad svim drugim crkvenim veledostojnicima. Grgurovi protivnici su način na koji je izabran proglasili farsom, odnosno odricanjem od istih onih reformatorskih načela na kojima je bio izabran. Usprkos toga, za razliku od izbora prije i poslije 1073. godine, izbor Grgura VII. u svoje vrijeme nije izazvao velike sporove i protivljenje, niti se pojavio suparnički protupapa.
Sljedeći izbori za papu je održan 1086. godine, više od godinu dana nakon Grgurove smrti, u građanskim ratom podijeljenom Rimu, gdje je za papu izabran Daufer, koji će izbor prihvatiti tek godinu dana kasnije i uzeti ime Viktor III.

## Kardinali
Papinska bula "U nomine Domini", koju je napisao papa Nikola II. 1059. godine, reformirala je papinski izborni proces kojim je biranje pape dopušteno samo kardinalima-biskupima, uz suglasnost manjih svećenika. U travnja 1073. bila su četiri kardinala, a dostupni podatci pokazuju kako su samo dvojica od njih bili prisutni u Rimu u vrijeme smrti Aleksandra II.
Prisutni
| Kardinal | Naslov i titula        | Izabran |
| -------- | ---------------------- | ------- |
| Giovanni | Kardinal-biskup Porta  | 1057.   |
| Ubaldo   | Kardinal-biskup Sabina | 1063.   |

Odsutni
| Kardinal              | Naslov i titula         | Izabran |
| --------------------- | ----------------------- | ------- |
| Pietro Igneo          | Kardinal-biskup Albana  | 1072.   |
| Gerald iz Regensburga | Kardinal-biskup Osetije | 1072.   |